# Ernie McGarr
Ernie McGarr, właśc. Ernest Andrew McGarr (ur. 9 marca 1944 w Glasgow) – szkocki piłkarz występujący na pozycji bramkarza.
W barwach Aberdeen, Dunfermline Athletic, East Fife oraz Airdrieonians rozegrał łącznie 114 spotkań w Premier Division. Wraz z Aberdeen zdobył Puchar Szkocji (1970).
W reprezentacji Szkocji wystąpił dwa razy. Zadebiutował w niej 21 września 1969 w zremisowanym 1:1 towarzyskim meczu z Irlandią, a po raz drugi zagrał 5 listopada 1969 w przegranym 0:2 pojedynku el. do MŚ 1970 z Austrią.